# András Hargitay
András Hargitay (Budapest, 17 marzo 1956) è un ex nuotatore ungherese.

## Carriera
Fortemente specializzato nei misti, vinse la medaglia di bronzo ai Giochi Olimpici di Monaco di Baviera 1972 sulla distanza dei 400 metri ma fu anche il primo uomo a vincere sia i 200m che i 400m misti ad un'edizione dei campionati mondiali di nuoto.

## Palmarès
- Giochi olimpici estivi

Monaco di Baviera 1972: bronzo nei 400m misti
- Mondiali

Belgrado 1973: oro nei 400m misti.
Cali 1975: oro nei 200m misti e 400m misti.
Berlino 1978: bronzo nei 400m misti.
- Europei

Vienna 1974: oro nei 200m farfalla e 400m misti e bronzo nei 200m misti.
Jönköping 1977: oro nei 200m misti.
- Universiade

Sofia 1977: oro nei 400m misti.
- Europei giovanili

Vienna 1969: oro nei 200m rana e 200m misti.
Rotterdam 1971: oro nei 100m stile libero, nei 400m stile libero, nei 200m rana, nei 100m e 200m farfalla e nei 200m misti e bronzo nei 100m rana.